# Torneo de Hamburgo 2010
El Torneo de Hamburgo es un evento de tenis disputado en Hamburgo, Alemania, entre el 19 de julio y el 25 de julio de 2010.

## Campeones
- Individuales masculinos:  Andrey Golubev derrota a   Jürgen Melzer, 6–3, 7–5.

- Dobles masculinos:  Marc López /  David Marrero  derrotan a  Jérémy Chardy /  Paul-Henri Mathieu, 6–3, 2–6, [10–8].